# Robert Schistad
Robert Schistad (né le 28 octobre 1966) est un joueur norvégien de hockey sur glace et de roller hockey évoluant au poste de gardien de but. Il a été international avec l'équipe de Norvège de hockey sur glace de 1991 à 2000.

## Statistiques
Pour les significations des abréviations, voir Statistiques du hockey sur glace.
| Saison  | Équipe                       | Ligue     | PJ | V | D | N | Min  | BC  | Bl | Moy  | %Arr   |
| ------- | ---------------------------- | --------- | -- | - | - | - | ---- | --- | -- | ---- | ------ |
| 1996-97 | HC Sparta Prague             | Extraliga | 31 |   |   |   |      |     |    |      |        |
| 1997-98 | SERC Wild Wings              | DEL       | 48 |   |   |   |      |     |    |      |        |
| 1998-99 | SERC Wild Wings              | DEL       | 44 |   |   |   |      |     |    |      |        |
| 1999-00 | SERC Wild Wings              | DEL       | 55 |   |   |   |      |     |    |      |        |
| 2000-01 | Wilhelmshaven-Stickhausen EC | 2. Bun    | 36 |   |   |   |      |     |    |      |        |
| 2001-02 | Basingstoke Bison            | BNL       | 39 |   |   |   | 2266 | 132 | 0  | 3,49 | 89,0 % |